# 英仙座56
英仙座56，又名BD+33 854，HD 27786、SAO 57216、HR 1379，是英仙座的一颗恒星，视星等为5.76，位于銀經165.53，銀緯-10.75，其B1900.0坐标为赤經4h 18m 8.3s，赤緯+33° -10.75′ 46″。